# اتحاد نساء اليمن
اتحاد نساء اليمن هو منظمة غير حكومية تأسست عام 1990. والغرض منه هو تعزيز الحقوق المدنية للمرأة وتمكين المرأة في اليمن. الرئيسة الحالية لاتحاد نساء اليمن هي فتحية عبد الله.

## حول
يقع المقر الرئيسي لاتحاد نساء اليمن في صنعاء ولديها 22 مكتبًا فرعيًا مختلفًا و132 مكتبًا أصغر في جميع أنحاء اليمن. يقدم كل فرع مشاريع قروض صغيرة للمرأة ومحو الأمية والرعاية الصحية وبرامج التدريب المهني.  كما نظمت الفروع ورش عمل قانونية للنساء حول القوانين التجارية والضريبية. وغطت ورش عمل أخرى تعديلات على قوانين الزواج وحقوق الحضانة للمرأة.
يوجد حوالي 32 موظفًا وعشرة «متطوعين منتخبين» في المكتب التنفيذي.  العديد من فروع الاتحاد تشمل الرجال في توعيتهم، مشيرين إلى أن مشاكل المرأة في اليمن «لا يمكن حلها بدون دعم الرجال».
يدير الاتحاد ملاجئ ذات مواقع غير معلنة لحماية النساء اللاتي هربن من المواقف الأسرية العنيفة أو المسيئة. يدير الاتحاد أيضًا خطًا ساخنًا يسمح للنساء بالإبلاغ عن العنف المنزلي حتى يمكن «نقلهن إلى منزل آمن وتعيين محامٍ».
محو الأمية والتعليم مهمان أيضًا لمهمة الاتحاد. يدير الاتحاد أكثر من 10٪ من جميع فصول محو الأمية في اليمن ويساعد في رفع مستوى الوعي حول أهمية التعليم للمرأة.
كما ساعد اتحاد نساء اليمن في إنشاء أول مركز احتجاز في البلاد تديره النساء حصريًا في عام 2005 وساعد في إطلاق سراح 450 امرأة من حجز الشرطة في عامي 2004 و2005. ساعد الاتحاد أيضًا في تغيير قانون لا يسمح بإطلاق سراح النساء من السجن ما لم يتم «جمعهن من قبل ولي أمر ذكر».

## تاريخ
أثناء توحيد اليمن، تم دمج المنظمات النسائية من كلا الشطرين. الفرع الشمالي هو جمعية المرأة اليمنية، التي تأسست رسمياً في عام 1965، رغم أنها كانت موجودة بالفعل بشكل غير رسمي في ظل الإمامة. في جنوب اليمن، تأسس الاتحاد العام للمرأة اليمنية في عام 1968، استمرارًا لدور نادي المرأة العربية وجمعية نساء عدن قبل الاستقلال.  كان من المفترض أن يستغرق مشروع دمج هذه المجموعات شهرين، ولكن بدلاً من ذلك، استغرق الأمر ما يقرب من عام للاندماج في الاتحاد النسائي اليمني. كانت بعض الصعوبات في توحيد المجموعات بسبب الاختلافات السياسية: الفرع الجنوبي كان ماركسيًا والفرع الشمالي كان يسيطر عليه النساء اللائي يعملن مع حزب الإصلاح الإصلاحي. لم يتم حل الخلافات السياسية بين أعضاء المجموعات حتى عام 2000.
كان الاتحاد بقيادة أمة العليم السوسوة ابتداء من عام 1989 إلى 1991.
في عام 2013، قدرت العضوية المجمعة للاتحاد بحوالي 4000 عضو. 

## روابط خارجية
- الموقع الرسمي